# Lycoteuthidae
{{Taxobox
| name = 
| image = Lycoteuthis diadema.jpg
| image_width = 220п
| image_caption = 
| regnum = 
| phylum = 
| classis = 
| subclassis = 
| ordo = 
| subordo = 
| familia = 
| familia_authority = Pfeffer, 1908
| subdivision_ranks = Родови
| subdivision = 
-{Lampadioteuthis

Lycoteuthis

Nematolampas

Selenoteuthis}-
}}
Lycoteuthidae су породица главоножаца.

## Карактеристике
Врсте ове породице су познате по светлећим органима, чији се број креће и до 22, као код врсте Lycoteuthis lorigera.

## Класификација
(1903) је увео назив за породицу  због врсте која данас има назив Lycoteuthis lorigera. Године 1908. Pfeffer је сврстао ову врсту у потпородицу Lycoteuthinae у оквиру Onychoteuthidae. Berry (1914) је уклонио Lycoteuthids из Enoploteuthidae и предлажио Lycoteuthidae као назив за породицу. С обзиром да назив Thaumatolampadidae није био коришћен скоро 50 година, Voss (1962) је сугерисао да тај назив не би требало прихватити без обзира на могући приоритет. Berry (1916) је увео назив за породицу  због врсте Lampadioteuthis megaleia. Naef (1923) је укључио Lycoteuthinae као потпородицу Enoploteuthidae. Voss (1956) је дао посебан таксономски статус Lycoteuthidae, а 1962. таксон Lampadioteuthinae прогласио потпородицом.

### Врсте
Потпородица 
- Род

Потпородица 
- Род
- Род
- Род